# Abu Uwajkila
Abu Uwajkila (arab. أبو عويقيلة, transkrybowane również jako Abu Aweigila, Abu `Ujaylah, Abu `Awayqilah, Abu Aqeila, Abu Aweigla, Abu Uwayqilah, Abu Uwayqilah, Abū ‘Uwayqīlah, Abu `Uwaiġila) – miejscowość w Egipcie, w północno-wschodniej części półwyspu Synaj w muhafazie Synaj Północny.
Miejscowość leży ok. 44 km w linii prostej od Al-Arisz, stolicy Synaju Północnego oraz ok. 20 km na zachód od granicy z Izraelem.
Abu Uwajkila leży w obrębie klimatu pustynnego (BWh według klasyfikacji klimatów Köppena-Geigera). Średnia temperatura wynosi 19,7 °C, rocznie spada ok. 103 mm deszczu, z maksimum w grudniu wynoszącym 21 mm.